# Karakalpakische Sprache
Die karakalpakische Sprache (karakalp. Qaraqalpaq tili, Qaraqalpaqsha) ist eine Turksprache und gehört zur Untergruppe der kiptschakischen (nordwesttürkischen) Sprachen. Diese Sprache ist eng mit dem Kasachischen und mit dem Nogaischen verwandt. Zusammen bilden sie eine gemeinsame Untergruppe innerhalb der Turksprachen.

## Alternativbezeichnungen
Weitere Bezeichnungen für die Sprache sind Karaklobuk, Çorny und Klobouki sowie aus der türkischen Turkologie Qaraqalpaq Türkçesi bzw. Karakalpak Türkçesi (karakalpakisches Türkisch).

## Sprecher und Verbreitungsgebiet
Hauptverbreitungsgebiet ist die autonome Republik Karakalpakistan im Nordwesten Usbekistans. Bei der Volkszählung 1989 gaben 398.573 Karakalpaken sie als Muttersprache und 1314 als Zweitsprache an. Außerdem leben rund 2000 Sprecher im Norden Afghanistans.  (→ Vergleichende Betrachtung der Turksprachen)

## Alphabete
Allen Turkvölkern Russlands, Zentralasiens und Sibiriens diente das Kyptschak-Tatarische als gemeinsame Schriftsprache, bis dieses im 15. Jahrhundert der osttürkischen Schriftform des Tschagataischen wich.
Erst 1924 wurde Karakalpakisch, das zuvor als Lokaldialekt betrachtet wurde, selbstständige Schriftsprache, zu dessen Schreibung ein modifiziertes arabisches Alphabet eingeführt wurde. Bereits 1927 wurde dieses durch das einheitliche Turksprachige Alphabet ersetzt. Im Zuge der Einführung eines obligatorischen Russisch-Unterrichtes wurde das Alphabet 1940 von einem modifizierten kyrillischen Alphabet abgelöst. 
Kyrillisches karakalpakisches Alphabet:
| А а | Ә ә | Б б | В в | Г г | Ғ ғ | Д д | Е е | Ё ё |
| Ж ж | З з | И и | Й й | К к | Қ қ | Л л | М м | Н н |
| Ң ң | О о | Ө ө | П п | Р р | С с | Т т | У у | Ү ү |
| Ў ў | Ф ф | Х х | Ҳ ҳ | Ц ц | Ч ч | Ш ш | Щ щ | Ъ ъ |
| Ы ы | Ь ь | Э э | Ю ю | Я я |     |     |     |     |

Im Jahr 1997 wurde für das Karakalpakische ein neuartiges lateinisches Alphabet angenommen. Dieses wird wie die anderen Lateinalphabete innerhalb der Turksprachen ebenfalls als „neues türkisches Alphabet“ bezeichnet. Es verzichtet jedoch auf die im Türkischen üblichen diakritischen Zeichen und entspricht damit weitgehend dem usbekischen Lateinalphabet.
Lateinisches karakalpakisches Alphabet (1994–2016):
| А а   | А‘ а‘ | B b   | C c   | Ch ch | D d | Е е | F f   | G g |
| G‘ g‘ | H h   | I i   | I‘ i‘ | J j   | K k | L l | М m   | N n |
| N‘ n‘ | О о   | O‘ o‘ | P p   | Q q   | R r | S s | Sh sh | Т t |
| U u   | U‘ u‘ | V v   | W w   | X x   | Y y | Z z |       |     |

Die letzten Änderungen am neuen Karakalpak-Alphabet wurden 2016 vorgenommen: Buchstaben mit Akzenten wurden anstelle von Buchstaben mit Apostrophen eingefügt.
Modernes lateinisches karakalpakisches Alphabet:
| А а | Á á | B b | C c | Ch ch | D d | Е е | F f   | G g |
| Ǵ ǵ | H h | I i | Í ı | J j   | K k | L l | М m   | N n |
| Ń ń | О о | Ó ó | P p | Q q   | R r | S s | Sh sh | Т t |
| U u | Ú ú | V v | W w | X x   | Y y | Z z |       |     |

## Karakalpakische Literatur
Seit den 1920er Jahren hatten sich karakalpakische Dichter wie Asan Begimov (1907–1958) von der tschagataischen Tradition gelöst und verwendeten die karakalpakische Sprache. Berdaq dichtete bereits zuvor auf Karakalpakisch. Seit den 1950er Jahren existiert auch Prosaliteratur in karakalpakischer Sprache, die meist ethnographische und historische Themen behandelt.